# Compagnia (sport)
Per compagnia, in ambito sportivo, si intende oggi un'associazione sportiva dedicata al tiro con l'arco, sia istintivo che mirato, derivando la denominazione dall'uso militare degli arcieri nel Medioevo.
Le compagnie FITARCO sono denominate con un nome ed un numero identificativo univoco, quelle dedicate al tiro di campagna (FIARC, UISP, LAIVO, ecc.) prendono il nome da luoghi o animali.